# Liste der Biografien/Stek
Liste der Biografien |
Portal Biografien |
Personensuche
# |
A |
B |
C |
D |
E |
F |
G |
H |
I |
J |
K |
L |
M |
N |
O |
P |
Q |
R |
S |
T |
U |
V |
W |
X |
Y |
Z |
?
 
Sa |
Sb |
Sc |
Sd |
Se |
Sf |
Sg |
Sh |
Si |
Sj |
Sk |
Sl |
Sm |
Sn |
So |
Sp |
Sq |
Sr |
Ss |
St |
Su |
Sv |
Sw |
Sy |
Sz
 
Sta |
Ste |
Sth |
Sti |
Stj |
Stl |
Sto |
Str |
Sts |
Stt |
Stu |
Stv |
Stw |
Sty
 
Stea |
Steb |
Stec |
Sted |
Stee |
Stef |
Steg |
Steh |
Stei |
Stej |
Stek |
Stel |
Stem |
Sten |
Steo |
Step |
Ster |
Stes |
Stet |
Steu |
Stev |
Stew |
Stey |
Stez
Die Liste der Biografien führt alle Personen auf, die in der deutschsprachigen Wikipedia einen Artikel haben. Dieses ist eine Teilliste mit 19 Einträgen von Personen, deren Namen mit den Buchstaben „Stek“ beginnt.

## Stek

### Steka
- Stękała, Andrzej (* 1995), polnischer Skispringer

### Steke
- Stekel, Eric-Paul (1898–1978), österreichisch-französischer Musiker, Dirigent und Komponist
- Stekel, Wilhelm (1868–1940), österreichischer Arzt und Psychoanalytiker
- Stekelenburg, Maarten (* 1982), niederländischer Fußballtorwart
- Stekeler-Weithofer, Pirmin (* 1952), deutscher Philosoph und Professor
- Stekelis, Moshe (1898–1967), israelischer Archäologe und Hochschullehrer

### Steki
- Stekić, Nenad (1951–2021), jugoslawischer Weitspringer

### Stekl
- Stekl, Hannes (* 1944), österreichischer Historiker
- Stekl, Konrad (1901–1979), österreichischer Komponist, Dirigent, Musikologe und Musikpädagoge
- Stekl, Philip (* 1956), US-amerikanischer Ruderer
- Štekl, Václav (1929–1994), tschechischer Schauspieler
- Stekler, Herman O. (1932–2018), US-amerikanischer Ökonom
- Steklow, Juri Michailowitsch (1873–1941), russischer und sowjetischer Revolutionär, Journalist und Historiker
- Steklow, Wladimir Andrejewitsch (1864–1926), russischer und sowjetischer Mathematiker
- Steklý, Karel (1903–1987), tschechischer Filmregisseur

### Steko
- Steko, Mladen (* 1976), deutsch-kroatischer Kickbox-Weltmeister, Trainer und Promotor
- Steko, Pavlica (* 1974), kroatischer Kickbox-Weltmeister, Trainer, Manager und Promotor
- Stékoffer, Arnold (1938–2007), Schweizer Maler, Zeichner und Bildhauer.
- Stekovics, Erich (* 1966), österreichischer Bio-BauerErich Stekovics (* 1966)

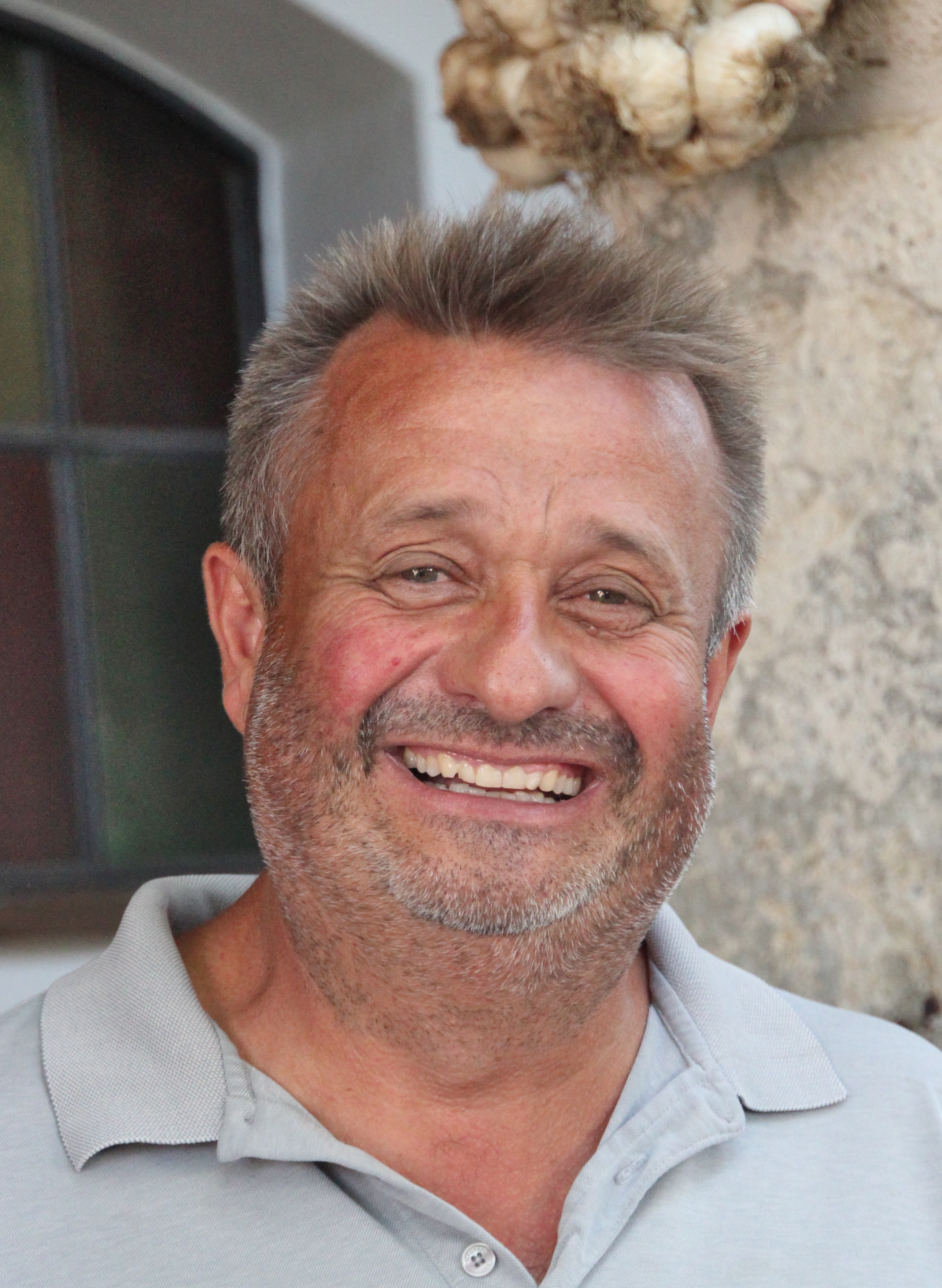
Erich Stekovics (* 1966)